# Olivier Marquis de Bacquehem

Bacquehem (1894)

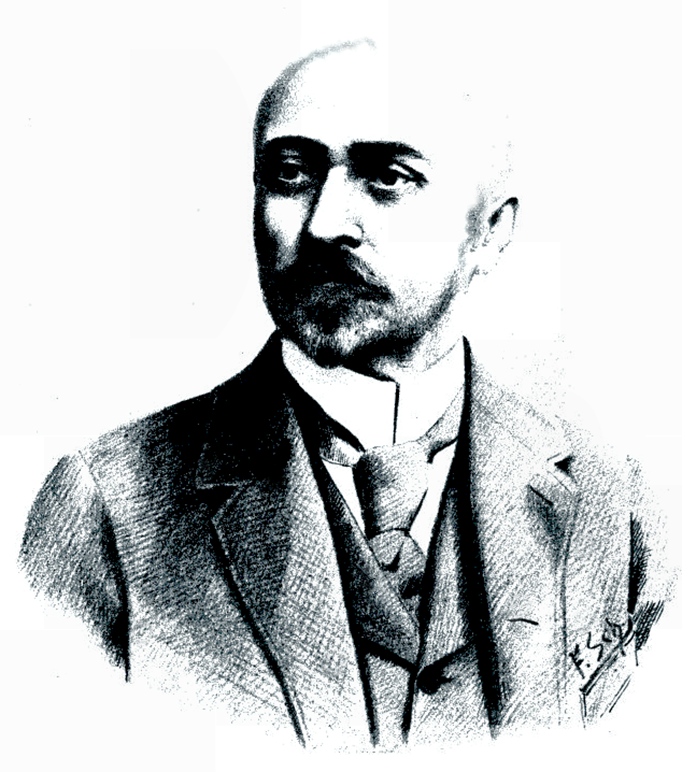
Bacquehem (1908)

Olivier Marquis de Bacquehem (* 25. August 1847 in Troppau; † 22. April 1917 in Wien) war ein österreichischer Politiker. 

## Leben und Wirken
Er war der Sohn eines österreichischen Majors und stammte aus der alten französischen Emigrantenfamilie Bacquehem. In seiner Jugend besuchte er die Theresianische Ritterakademie, studierte in Wien die Rechte und trat nach der Absolvierung des Studiums in den Staatsjustiz-, dann in den Verwaltungsdienst ein und wurde als Präsidialsekretär im Unterrichtsministerium angestellt. Sodann war er in der Provinzialverwaltung tätig. Er wirkte neun Jahre in Bosnien als Statthaltereirat und wurde 1882 Landespräsident von Schlesien.
Auf Veranlassung seines Onkels, des k.k. Ministerpräsidenten Graf Eduard Taaffe, wurde er am 26. Juni 1886 zum österreichischen Handelsminister ernannt. Vom 11. November 1893 an, als Fürst Alfred III. zu Windisch-Grätz als Ministerpräsident auf Taaffe folgte, bekleidete er das Amt des Innenministers. Von 1895, als Erich von Kielmansegg interimistisch das Amt des Ministerpräsidenten antrat, bis 1898 amtierte er als Statthalter in der Steiermark und von 1908 bis 1917 stand er dem Verwaltungsgerichtshof als Präsident vor.
Seine einzige Schwester, Marquise Asterie de Bacquehem († 20. Mai 1914 in Linz), war Stiftsdame des Brünner adeligen Damenstifts.